# Michael Aloni
Michael Mark Aloni (Tel Aviv, 30 januari 1984) is een acteur en tv-presentator in Israël.
Aloni speelde in de Israëlische televisieserie Ha-Shminiya (2005), de film Ha-shoter (2011), het drama Out in the Dark (2012) en de serie Shtisel vanaf maart 2013.
Hij speelt Gabriel Armoza in de serie The Beauty Queen of Jerusalem (2021).
Tevens presenteert Aloni de Israëlische versie van The Voice.
- Biblioteca Nacional de España: XX5462771
- Gemeinsame Normdatei: 1132273358
- International Standard Name Identifier: 0000 0004 0864 8987
- Library of Congress Control Number: no2015049545
- Nationale Bibliotheek van Israël: 987007343202505171
- Nederlandse Thesaurus van Auteursnamen: 357380576
- Système universitaire de documentation: 169461955
- Virtual International Authority File: 301627288
- WorldCat: E39PBJcGqxt3GcrMdFTDkhQjG3